# Bruxaria ancestral
Bruxaria Ancestral é a tradição bruxa que venera Deuses Ancestrais, ou seja, Deuses anteriores ao surgimento das religiões modernas e cujo culto precede o surgimento da atual civilização. A única instituição viva que segue e professa a Bruxaria Ancestral é a Ordem Sagrada de Bennu.
Achados paleoarqueológicos como as estátuas da Vênus de Willendorf, Vênus de Lespugue, Vênus de Laussel e outras do gênero, como a antiquíssima Vênus de Tan-Tan são indícios da existência de cultos a uma só Deusa Mãe durante a Era Glacial Würm III (até aproximadamente 10.500 A.E.C. - Antes da Era Comum). Conforme as crenças dos bruxos ancestrais, tais cultos seriam remanescentes de uma religião global anterior a todas as surgidas durante esta civilização (6.500 A.E.C. até os dias atuais). Seja esta religião ancestral atávica e inerente ao ser humano ou tradicional, passada de geração em geração, ela é a base da Bruxaria Ancestral.
Muito embora a maioria das tradições bruxas, sobretudo as modernas, pareçam se basear na bruxaria medieval, há menção de práticas e crenças bruxas em documentos cujos originais são anteriores à Idade Média, dentre eles diversos épicos gregos, contos árabes, papiros egípcios, sagas celtas e escandinavas e o Antigo Testamento cristão. As Deusas Κίρκη (Circe) dos gregos, Ceridwen dos Celtas e ocasionalmente a Ísis dos Egípcios, por exemplo, eram tidas como Feiticeiras. Estas práticas e cultos referidos por estes povos seriam remanescentes de práticas e crenças da Bruxaria Ancestral anteriores à Era Glacial Würm III.
A Bruxaria Ancestral seria, portanto, a base mais antiga das fontes da tese de Margaret Murray, segundo a qual a bruxaria teria tido uma existência contemporânea aos cultos greco-romanos.
É fundamental, entretanto, não confundir Bruxaria Ancestral com Bruxaria Familiar, que se refere às tradições bruxas passadas por linhagem de sangue, ou seja, de pai para filho (geralmente de mãe para filha). Ao contrário disso, a Bruxaria Ancestral é passada por linhagem bruxa pela via iniciática, ou seja, de mestre para peregrino, não havendo necessidade de sangue bruxo.

## Crenças

### Panteão
As bruxas ancestrais veneram um panteão próprio, todavia ele só é divulgado a iniciados. O único Casal Sagrado de seu panteão que divulgam a não membros é Kher-Nun  e Hator, que não é sinônimo da antiga Deusa egípcia Hator, muito embora seja subsidiariamente representada da mesma forma.

### A Dança da Deusa
Numa visão própria de uma das sete leis do hermetismo (O Princípio do Ritmo), a Bruxaria Ancestral considera que tudo no universo flui harmoniosamente conforme um só ritmo a que chamam de "A Dança da Deusa". Em um de seus múltiplos aspectos, a Dança da Deusa seria causa e consequência dos ciclos de tudo o que existe, do microcosmos ao macrocosmo.

### A Posição do Homem no Universo
Para o bruxo ancestral, o homem faz parte da natureza, não sendo este mais ou menos importante que nenhuma das demais partes da natureza. A meta pessoal do bruxo ancestral é a reintegração do homem ao universo, rompendo de vez com o modelo antropocêntrico geralmente presente na base das mais diversas formas de expressão de religiosidade.

## Festivais
Assim como em outras vertentes da bruxaria, as celebrações principais da Bruxaria Ancestral remetem aos ciclos lunar e solar, denominando-se respectivamente de esbates e sabates.

### Esbates
Os esbates da Bruxaria Ancestral são celebrados a cada plenilúnio, sendo num máximo anual de treze (quando houver Lua Azul) e num mínimo de doze. Note-se que as demais fases da Lua não são celebradas pelos bruxos ancestrais, ao contrário do que se verifica em diversas outras tradições bruxas.

### Sabates
Os sabates marcam as quatro posições de mudança de estação (solstícios e equinócios) e quatro datas fixas (1° de maio, 1° de agosto, 31 de outubro e 2 de fevereiro) que se encontram próximas ao meio de cada uma delas, sendo portanto oito por ano. Sabates são celebrados com o intuito de propiciar aos participantes se ambientarem no momento vivido pela natureza, aderindo assim ao fluxo da Roda do Ano.

#### Tempo dos Idos
1.º/mai no hemisfério sul e 31/out no hemisfério norte - Fim do "Ano Bruxo", ou "Roda do Ano", como costumam chamar, que ocorre no meio do outono. O nome deste sabate deriva do fato de em tal evento celebrarem os antepassados e da crença que nesta data a Roda do Ano se encerra mas só recomeça seu movimento três dias após, de forma que durante tal interstício as portas entre o mundo dos vivos e dos mortos permaneçam abertas, permitindo que fantasmas circulem livremente. Esta crença levou à tradição de esculpir boca, olhos e nariz primeiramente em nabos e posteriormente em abóboras ocas e manter pelos três dias em seu interior uma vela acesa, de forma que a sombra projetada sobre paredes afugente o espírito de mortos. As abóboras enfeitadas e fantasmas passaram a ser o tema principal da decoração das celebrações abertas (a não iniciados) do Tempo dos Idos.

#### Festa do Inverno
Solstício de inverno - O "natal" dos bruxos. Momento em que os bruxos ancestrais se reúnem em família e celebram o nascimento do Sol ou de Kher-Nun (seu deus solar). Assim como no natal, é comum a troca de presentes, entretanto estes costumam ser modestos e feitos pela própria pessoa que os oferece. A decoração da Festa do Inverno é em muito semelhante à do natal cristão, com a árvore enfeitada, a predominância das cores verde (representando o Deus) e vermelha (representando a Deusa), a lareira acesa e a figura mitológica de uma bruxa velha e feiaque chega montada numa vassoura e presenteia as crianças comportadas com guloseimas.

#### Festa das Candelárias
1.º/ago no hemisfério sul e 2/fev no hemisfério norte - Celebração de renovação das esperanças. O nome Candelárias vem da prática de, nesta celebração, os bruxos carregarem velas acesas à noite em procissão, representando o poder do Sol que, ainda fraco, começa a ganhar força no meio do inverno, como velas na escuridão.

#### Festa da Primavera
Equinócio de primavera - Celebração do retorno do Sol e da fertilidade, "páscoa dos bruxos". A lebre, por sua fertilidade, e o ovo, por representar a vida ainda em vias de se manifestar, são as principais decorações e referências na Festa da Primavera.

#### Beltane
31/out no hemisfério sul e 1.º/mai no hemisfério norte - Celebração da energia da vida. Este é o único sabate em que tanto bruxas ancestrais quanto não iniciados que participam da celebração queimam pedidos anotados em um pedaço de papel em uma fogueira, dentro de um caldeirão ou numa lareira. Beltane é marcado pela plenitude do poder solar, sobretudo no que se refere à fertilidade, com festividades que duram desde o nascer do Sol até altas horas da noite. Uma das atividades diurnas típicas de Beltane é a dança com fitas ao redor do "mastro de maio", geralmente com a participação de crianças.  O fogo é aceso apenas à noite e após a queima dos pedidos o evento se torna exclusivo a adultos.

#### Festa do Sol
Solstício de verão - A priori, os bruxos ancestrais comemoram nesta data a plenitude do Sol, entretanto a festa é marcada pela preocupação com o declínio do Sol que se segue a seu ápice. Na Festa do Sol não se queimam pedidos, mas uma ou mais fogueiras costumam ser acesas e em sua fumaça se queima simbolicamente  tudo o que quer se deixar para trás. Neste sentido, casais (bruxos e seus convidados) passam de mãos dadas pela fumaça (por vezes pulando a fogueira) para não mais discutirem durante aquela Roda do Ano. Um elemento comum na decoração deste sabate são as flores de girassol.

#### Festa da Cornucópia
2/fev no hemisfério sul e 1.º/ago no hemisfério norte - Festa caracterizada pela abundância, remetendo à principal colheita do ano. Na cornucópia se celebra o que a terra (e os deuses) propiciou, com celebrações de mesa farta e muitos convidados. Tanto nas refeições da Cornucópia quanto na decoração, predominam os grãos, em especial o milho.

#### Festa das Graças
Equinócio de outono - Comemoração da última colheita e partilha com os que não tem provisões para o frio que se aproxima. Como último sabate da Roda, os bruxos ancestrais agradecem pelo que os deuses lhes propiciaram ao longo de todo o período. A tônica da Festa das Graças é o sentimento de solidariedade, muito embora seja raro  alguém da comunidade efetivamente precisar de provisões.

## Graus Iniciáticos
A Bruxaria Ancestral, assim como a maior parte das vertentes de bruxaria tradicional, apresenta única e exclusivamente três graus iniciáticos, sejam eles:
1. alcoviteiro/a - 1.º grau, alcançado através da iniciação e assim chamado porque uma vez recebido tal grau, passa-se a ser membro efetivo do coventículo (grupo de bruxos), ganhando autorização para participar de rituais e reuniões reservadas;
2. feiticeiro/a - 2° grau, obtido por elevação. Os membros de segundo grau aprendem e passam a praticar feitiços;
3. bruxo/a - 3° e mais elevado grau da bruxaria ancestral. O membro de terceiro grau recebe todos os demais ensinamentos da Ordem, podendo criar seu próprio coventículo ou permanecer no coventículo de origem auxiliando em sua administração.

Ao ser aceito na Ordem Sagrada de Bennu o aprendiz é chamado peregrino. Durante este período de preparação e teste ele tem contato com alguns princípios e conceitos da cosmologia bruxa e principalmente se desfaz de credos tipicamente cristãos como o pecado e a dicotomia bem/mal. Um peregrino só se tornará efetivamente um membro do coventículo através da iniciação, ascendendo então ao 1° grau.
Alcoviteiros (membros de 1° grau), por outro lado, como membros do grupo, se ocupam mais do aprendizado de rituais coventiculares, enquanto se aprofundam na cosmologia bruxa.
Ser aceito na Ordem é muito difícil e uma fração muito pequena destes chega a ser indicado à iniciação. Muitos menos tem a persistência e o talento necessários para chegar ao segundo grau. Feiticeiros aprendem e efetivamente realizam feitiços como parte de seu aprendizado, portanto, se todo o cuidado na escolha de membros da Ordem é grande, a indicação de quem será elevado ao grau de feiticeiro é feita com ainda mais cautela.
O sucesso na fase de feiticeiro é coroado com a elevação ao terceiro e último grau da bruxaria, o verdadeiro nível de sacerdócio bruxo. Membros de terceiro grau aprendem tudo o mais que pode-se ensinar sobre a cosmologia bruxa e passam a assumir responsabilidades executivas na Ordem. Podem permanecer no coventículo de origem ou optar pela criação de seu próprio coventículo, recebendo neste caso o título de Bennu-Kher, equivalente a sumo-sacerdote, mas tal título não constitui um quarto grau.